# Plectroninia
Plectroninia is een geslacht van sponsdieren uit de klasse van de Calcarea (kalksponzen).

## Soorten
- Plectroninia celtica Könnecker & Freiwald, 2005
- Plectroninia deansi Kirkpatrick, 1911
- Plectroninia halli Hinde, 1900 †
- Plectroninia hindei Kirkpatrick, 1900
- Plectroninia lepidophora Vacelet, 1981
- Plectroninia microstyla Vacelet, 1981
- Plectroninia minima Vacelet, 1967
- Plectroninia norvegica Könnecker, 1989
- Plectroninia novaecaledoniense Vacelet, 1981
- Plectroninia pulchella Vacelet, 1967
- Plectroninia radiata Vacelet, 1967
- Plectroninia tecta Vacelet, 1967
- Plectroninia tetractinosa Vacelet, 1981
- Plectroninia vasseuri Vacelet, 1967